# Djalal al-Din Ali
Djalal al-Din Ali fou un sultà gúrida de la família xansabànida de Ghur, branca de Bamian, fill de Baha al-Din Sam I, al que va succeir el 1206.
A la mort del sultà Muizz al-Din Muhammad (1206) l'exèrcit natiu donava suport al seu pare com a sultà suprem, però Baha al-Din va morir abans de poder fer cap moviment. Djalal al-Din Ali el va succeir com a sultà a Bamian. Llavors l'exèrcit va presentar la candidatura de Djalal i del seu germà Ala al-Din Muhammad, però no va tenir èxit i es va imposar com a sultà suprem gúrida Ghiyath al-Din Mahmud.
La creixent influència de Coràsmia a partir del 1207 va culminar el 1215 quan el xa de Coràsmia el va deposar i va annexionar els seus dominis.